# Les Paroches
Les Paroches è un comune francese di 412 abitanti situato nel dipartimento della Mosa nella regione del Grand Est.

## Società

### Evoluzione demografica
Abitanti censiti